# Baden, Avstrija
Baden (neuradno tudi Baden bei Wien; zastarelo slovensko: Kopanje pri Dunaju) je mesto, ki je sedež istoimenskega okraja avstrijske zvezne dežele Spodnja Avstrija. Leži približno 26 kilometrov južno od Dunaja in je njegovo satelitsko mesto. Iz tega razloga in zaradi razlikovanja od drugih istoimenskih mest z nemškem jezikovnem prostoru, ga včasih označujejo tudi z imenom Baden bei Wien (Baden pri Dunaju). Z okoli 25.000 prebivalci je med večjimi mesti v Spodnji Avstriji, vendar nima posebnega statuta.
Baden je najbolj znan po toplicah in okoliških vinogradih.